# Vicente Pastor
Vicente Pastor y Durán couramment appelé  « Vicente Pastor » né à  Madrid, dans le quartier populaire des Embajadores le 30 janvier 1879, mort dans cette même ville et dans ce même quartier le 30 septembre 1966, était un matador espagnol.

## Présentation
Robert Bérard présente ainsi le futur maestro : 

« Revêtu de sa blouse d'atelier, dès 1894, Vicente courait partout où il pouvait se croiser avec des novillos, des toros emboulés pour amateur, et fréquentait toutes les placitas (petites arènes) des environs de  Madrid. L'enfant à la blouse (el chico de la blusa) garda ce surnom pendant ses premières années de novillero. »

Vicente Pastor travaillait dans un atelier de réparation de voitures. Dans les arènes de la rue d'Aragon, il participait à des novilladas et il toréait avec sa blouse d'atelier, d'où son surnom. Selon Paul Casanova et Pierre Dupuy qui ont sélectionné cinquante toreros “pour l'histoire”, « il est difficile de ne pas retenir Pastor dans ce classement, malgré ses débuts difficiles, sa carrière besogneuse construite pas à pas, et son apparence rustique, voire rustre. »

## Les débuts et la gloire
Torero professionnel à partir de 1895, il avait acquis une notoriété suffisante en 1901 pour prendre l'alternative à Madrid en 1902. Cependant, les impresarios le maintinrent à l'écart : pendant cinq ans, il toréa à peine 40 fois. Ce n'est qu'à partir de 1907, de retour du Pérou où il avait triomphé, qu'il retint l'attention de l'empresa Mosquera, impresario de Machaquito et de Bombita, qui s'était brouillé avec ses deux toreros vedettes (Machaquito et Bombita demandaient à être payés deux fois plus cher lorsqu'ils affrontaient des Miuras).
De 1910 à 1913, Pastor fut, avec El Gallo (Rafael Gómez Ortega), un des deux matadors les plus fêtés de Madrid, jusqu'à l'apparition de Joselito  et de Juan Belmonte  qui détournèrent de lui l'attention du public. Pastor s'est coupé la coleta le 23 mai 1918. Mais il sera encore pendant des plusieurs années, assesseur technique à la présidence des arènes de Las Ventas de Madrid.
Son succès en France est notable. Il a triomphé à Arles le 23 mai 1904, à Nîmes le 7 juillet 1907, à Bayonne le 4 septembre 1910 et le 31 août 1913.

## Le style
Le toreo de Vicente Pastor était d'un stoïcisme sévère qui contrastait avec le style andalou. On l'avait surnommé « le soldat romain » à Séville, où pourtant il reçut la troisième oreille attribuée à la Maestranza, après Joselito et Juan Belmonte. 
Son toreo manquait d'effets artistiques, mais il se rattrapait par des estocades longuement préparées les estocanazos ou grands coups d'épée. Avec des naturelles dures, il cherchait l'efficacité et non la beauté plastique. Dominateur, doué d'une volonté de fer, Pastor est à classer dans la lignée de Frascuelo (surnommé « Le Matador de bronze »). 
Au cours de sa carrière en Europe, Vicente Pastor a participé à 407 corridas et tué 981 taureaux.

## Carrière
- Alternative le 21 septembre 1902 à Madrid, des mains de Luis Mazzantini, face à Aldeano, taureau de la  ganadería du duc de Veragua.